# Philodromus oneida
Philodromus oneida este o specie de păianjeni din genul Philodromus, familia Philodromidae, descrisă de Levi, 1951. Conform Catalogue of Life specia Philodromus oneida nu are subspecii cunoscute.